# Ras il-Wardija
Ras il-Wardija – przylądek w granicach San Lawrenz, na południowo-zachodnim wybrzeżu Gozo, Malta. Znajdują się tam pozostałości punicko-rzymskiego sanktuarium, odkrytego przez włoskich archeologów w latach sześćdziesiątych XX wieku. Teren ma prywatnego właściciela, jest w stanie podupadłym.

## Stanowisko
Ras il-Wardija było prawdopodobnie zamieszkałe po raz pierwszy w epoce brązu, około roku 1500 p.n.e. Około III wieku p.n.e., podczas okresu punickiego powstał na tym terenie kompleks religijny, prawdopodobnie nimfeum. Ponieważ miejsce jest dobrze widoczne z morza, mogło też pełnić rolę latarni morskiej dla statków pływających pomiędzy wyspami maltańskimi a północną Afryką.
Miejsce pozostawało w użytkowaniu przez cały okres rzymski. Wydrapane krzyże na ścianach mogą sugerować, że ostatecznie zostało chrześcijańskim miejscem odprawiania obrządków religijnych. Tak było do około IV wieku. W okresie średniowiecznym mogła tutaj istnieć pustelnia.
Głównymi elementami strukturalnymi tego miejsca są:
- wykuta w skale prostokątna komnata, z niszami w ścianach
- wykuty w skale korytarz w kształcie litery T, wiodący do komnaty
- cysterna na wodę i studnia w kształcie dzwonu, obie wykute w skale
- pozostałości zewnętrznych struktur kamiennych, w tym ołtarza

Wspomniana kamienna struktura ma pewne podobieństwa do pozostałości punicko-rzymskiego sanktuarium w Tas-Silġ w Marsaxlokk.

## Wykopaliska i historia współczesna
Teren wokół Ras il-Wardija podczas II wojny światowej był wykorzystywany w celach obronnych. Po raz pierwszy miejsce to było przeszukiwane pod względem archeologicznym przez Missione Archaeologica Italiana a Malta w latach 1964–1967. Do czasów wykopalisk świątynia była dobrze zachowana, lecz od tamtego czasu popada w ruinę.
30 marca 1988 roku odkryto, że skaradzione zostało antyczne graffito wyryte na jednej ze ścian świątyni. Przedstawia ono ludzką postać z ramionami wyciągniętymi w kształcie krzyża. Sugerowano, że postać ta symbolizuje punicką boginię Tanit, lecz może to być również średniowieczne przedstawienie chrześcijańskiego krzyża. Skradzione graffito zostało odzyskane w czerwcu 2011 roku, jest teraz wystawiane w Muzeum Archeologii Gozo w Cittadelli.
Teren, na którym znajduje się sanktuarium, jest w rękach prywatnego właściciela, George’a Spiteri, i może być potrzebne jego zezwolenie na wejście na ten teren.
Sanktuarium umieszczone jest na liście National Inventory of the Cultural Property of the Maltese Islands.